# Fujiwara no Kiyotada
Fujiwara no Kiyotada (藤原 清正) (mort en juillet 958) est un poète de waka de l'époque de Heian qui fait partie de la liste des trente-six grands poètes. Il est le deuxième fils de Fujiwara no Kanesuke, qui fait également partie de cette liste. Bien qu'on ne sache qui est sa mère, le Gosen Wakashū, une anthologie de poésies japonaises, contient le nom de la mère de Kiyotada (清正母). Son frère ainé est Masatada.